# 五堵
五堵，是台灣基隆市七堵區與新北市汐止區的一個地名，基隆河貫穿其中，分隔為東北岸的「五堵北」及西南岸的「五堵南」。

地理概念上可分為包含汐止區保長坑保長里及長安里在內的廣義五堵，以及專指基隆市轄內的狹義五堵，本文僅論及狹義五堵。

行政區包含位於五堵北的長安里、百福里、實踐里、堵北里，及位於五堵南的堵南里。五堵地區昔日以盛產茶葉聞名。

## 歷史
五堵早期為台灣原住民平埔族生活圈。清朝乾隆初葉，安溪人余富率族人入墾，現余姓仍在七堵區十二大姓中排序第二。清代置五堵區統轄五堵、六堵、瑪陵坑、友蚋、草濫、七堵諸庄，歸隸石碇堡。
日治初期沿襲舊制，至1920年（大正九年）改制為七堵庄，五堵歸七堵庄轄，隸屬基隆郡。第二次世界大戰後改置堵南、堵北二里。1975年（民國64年），五堵北地區辦理市地重新劃編為堵北、百福、實踐三里。

## 交通
在鐵路交通方面，台鐵縱貫線由基隆河南岸經過五堵地區的堵南里，2007年5月8日設百福車站。至於台鐵五堵車站雖以五堵為名，但實際上位於五堵地區之外，該地古名保長坑，行政區屬新北市汐止區長安里，車站之命名造成今人亦多以「五堵」指稱五堵車站周邊地區之訛稱，擴大解釋「五堵」一詞的地理概念，形成廣義之「五堵地區」。
在公路交通方面，五堵地區北半部有國道中山高速公路穿越，並設有五堵交流道；南半部有省道台5線及台5甲線通過，頗為便利。

## 廟宇
- 百福中埔福德宮（土地祠）